# 46 Batalion Saperów (1939)
46 batalion saperów (46 bsap) – pododdział saperów Wojska Polskiego II RP z okresu kampanii wrześniowej.
Batalion nie występował w pokojowej organizacji wojska. Został sformowany w 1939 przez 4 pułk saperów z Przemyśla.

## Formowanie i działania
Batalion został sformowany w dniach 31 sierpnia - 5 września 1939 roku, w I rzucie mobilizacji powszechnej przez 4 pułk saperów z Przemyśla dla 36 Dywizji Piechoty.
Władysław Steblik opierając się na pracy „Polskie Siły Zbrojne (...)" podał, że 46 bsap pod dowództwem kpt. Eugeniusza Krzemińskiego w dniu 9 września 1939 roku przybył z Rudnika nad Sanem do rejonu Sieniawy, lecz nie podlegał żadnemu dowództwu taktycznemu i nie miał łączności z innymi oddziałami. Z kolei Ryszard Dalecki utrzymuje, że pododdziałem, który przybył z Rudnika do rejonu Sieniawy był 2 bsap majora Franciszka Kostki, a dowództwo obrony linii Sanu na odcinku od Sieniawy do Radymna sprawował gen. bryg. Wacław Wieczorkiewicz.
17 września 1939 roku 2. kompania por. Hajduka przybyła do Lwowa i została podporządkowana Dowództwu Grupy Obrony Lwowa. Kompania liczyła wówczas 2 podchorążych rezerwy, 121 podoficerów i szeregowych, 6 koni wierzchowych, 7 koni taborowych, 3 wozy taborowe i jedną biedkę amunicyjną. Kompania (bez jednego plutonu) została przydzielona do zachodniego sektora obrony, natomiast jeden pluton przydzielony do sektora południowego. 

## Struktura i obsada etatowa
Obsada personalna we wrześniu 1939:
Dowództwo batalionu:
dowódca – kpt. sap. Tadeusz Struś
zastępca dowódcy – por. Stanisław Bagieński
- 1 kompania saperów – por. Michał Horodyński
- 2 kompania saperów – por. sap. inż. Stefan Hajduk †1940 Charków[6]
- kolumna saperska – ppor. sap. rez. Mieczysław Bolesław Woliński †1940 Charków[7]